# 리처드 스톨먼
리처드 매슈 스톨먼(영어: Richard Matthew Stallman, 1953년 3월 16일 ~)은 자유 소프트웨어 운동의 중심 인물이며, GNU 프로젝트와 자유 소프트웨어 재단의 설립자이다. 그는 이 운동을 지원하기 위해 카피레프트의 개념을 만들었으며, 현재 널리 쓰이고 있는 일반 공중 사용 허가서(GPL) 소프트웨어 라이선스의 개념을 도입했다.
그는 또한 탁월한 프로그래머이기도 하다. 그는 문서 편집기인 Emacs, GNU 컴파일러 모음 컴파일러, GDB 디버거 등 많은 프로그램을 만들었으며, 이들 모두를 GNU 프로젝트의 일부로 만들었다.
그는 자유 소프트웨어 운동의 도덕적, 정치적, 법적인 기초를 세우는 데 본질적인 영향을 준 인물이며, 이는 독점 소프트웨어 개발과 공급에 대한 대안이 되었다.

## 살아온 길
스톨먼은 1953년 3월 16일, 엘리스 립맨과 대니얼 스톨먼의 아들로 뉴욕에서 태어났다.
1960년대 그의 고등학교 저학년 시절에 처음으로 개인용 컴퓨터를 접해볼 수 있는 기회를 얻었다. 그리고 지금은 사라진 시내에 있던 연구소인 IBM 뉴욕 과학센터에서 일하면서, 스톨먼은 고등학교 졸업 후의 여름을 보냈고 거기에서 그의 첫 번째 프로그램인 IBM 7064를 위한 전처리기(pre-processor)를 PL/I 프로그래밍 언어로 작성했다. 다음과 같이 그는 회상했다.
"나는 첫 프로그램을 PL/I로 작성했다. 그 뒤, 그 프로그램이 그 컴퓨터에 맞지 않을 만큼 커졌을 때 어셈블리어로 다시 고쳤다"
1971년에 하버드 대학의 신입생으로 스톨먼은 MIT 인공지능 실험실의 해커가 되었다.

### 해커 문화의 타락
1980년대, 스톨먼의 삶이었던 해커 공동체가 소프트웨어 산업의 상업화로 인해 점차 사라질 위기에 처하기 시작했다.
특히, 실험실 내의 다른 해커들은 심볼릭스(Symbolics)라는 회사를 차리고는, 기존의 자유 소프트웨어를 그들만의 독점 소프트웨어로 바꾸는 작업을 적극적으로 시도했다.
1983년에서 1985년 사이의 2년동안, 스톨먼은 연구실 내에서 혼자 힘으로 심볼릭스의 결과물들과 똑같은 기능의 프로그램을 작성하여 그들의 독점을 막는 일을 계속했다. 그러나 그 당시 이미 그는 그의 세대 중에서 마지막 해커였다. 그는 비밀 유지 합의서에 사인하기를 요구받았으며, 그의 원칙인 다른 이들과의 공유나 이웃을 돕는 것에 위배되는 작업들을 수행할 것을 요구 받았다.

### GNU를 설립하다.
1985년, 스톨먼은 GNU 선언문을 발표했다. 이는 유닉스에 대항하여 자유로운 대안을 만들기 위한 그의 의지와 동기를 역설한 것이었다. 그리고 얼마 안 있어 그는 비영리 기관인 자유 소프트웨어 재단을 설립했다.
그리고 그는 1989년 일반 공중 사용 허가서(GPL) 내에 카피레프트의 개념을 적용하였다. 허드(Hurd) 커널을 제외하고, 대부분의 GNU 시스템이 거의 동시에 완성되었다.
1991년, 리누스 토르발스는 GPL로 리눅스 커널을 발표했다. 이를 통해 완벽하게 기능하는 GNU 시스템인 GNU/리눅스 운영 체제가 탄생하게 되었다.

## 자유 소프트웨어 대 오픈 소스
리처드 스톨먼의 정치적이고 도덕적인 동기는 그를 매우 논쟁적인 인물로 만들었다. 코드를 공유하자는 개념에 동의하는 프로그래머들 중 많은 수가 스톨먼의 도덕주의적인 입장과 개인적인 철학에는 동의하지 않았다. 이러한 논쟁의 한 결과로 자유 소프트웨어 운동의 대안인 오픈 소스 운동이 생겨났다.

## 수상경력
스톨먼은 그의 작업들로 인해 다음과 같이 수많은 상을 수상했다.
- 1990년: 맥아더 펠로우쉽
- 1991년: Emacs 편집기에 대한 공헌을 인정받아 ACM의 그레이스 하퍼 상 수상
- 1996년: 스웨덴의 왕립기술연구소에서 명예 박사학위 받음
- 1998년: 전자 프론티어 재단의 파이오니어 상 수상
- 1999년: 유리 루빈스키 기념상 수상
- 2001년: The Takeda Techno-Entrepreneurship Award 수상

## 관련 서적
- 샘 윌리엄스 (2002년) Free as in Freedom: Richard Stallman's Crusade for Free Software, 오라일리 미디어 ISBN 0-596-00287-4 (웹에서 읽기 가능, 아래 링크 참조).

## 같이 보기
- 해킹
- 프로그래밍의 자유를 위한 연합
- 소프트웨어 특허